# Lycée Louis-Barthou
Pour les articles homonymes, voir Louis Barthou et Barthou.
Le lycée Louis Barthou est un établissement secondaire public français situé à Pau dans le département des Pyrénées-Atlantiques.
Lycée impérial jusqu'en 1870, il tient son nom actuel de Louis Barthou, natif d'Oloron-Sainte-Marie, ancien élève du lycée qui fut académicien et président du Conseil sous la IIIe République, après sa mort le 9 octobre 1934 lors de l'assassinat d'Alexandre Ier de Yougoslavie.

## Histoire
En 1620, Louis XIII annexe le Béarn à la France. À cette date, la religion officielle de cette région est le protestantisme. Le Roi de France va réintroduire le culte catholique et favoriser l'implantation d'établissements religieux.
C'est dans ce contexte qu'il concède aux Jésuites un domaine à l'est de Pau. Ils y construisent de nombreux bâtiments, dont un collège qui est l'actuel lycée Louis-Barthou. Celui-ci est achevé en 1640. C'est une construction de style béarnais avec des toits en ardoise à forte pente et des murs en galets du gave.
Sous le Premier empire, l'établissement fait partie des premiers lycées impériaux. Dans les années 1860, le jeune Lautréamont y sera bachelier.
Aujourd'hui, le lycée Louis-Barthou offre un large choix de formations scolaires (seconde, première et terminale) et de formations supérieures ("prépas"). 

## L'enseignement du second degré

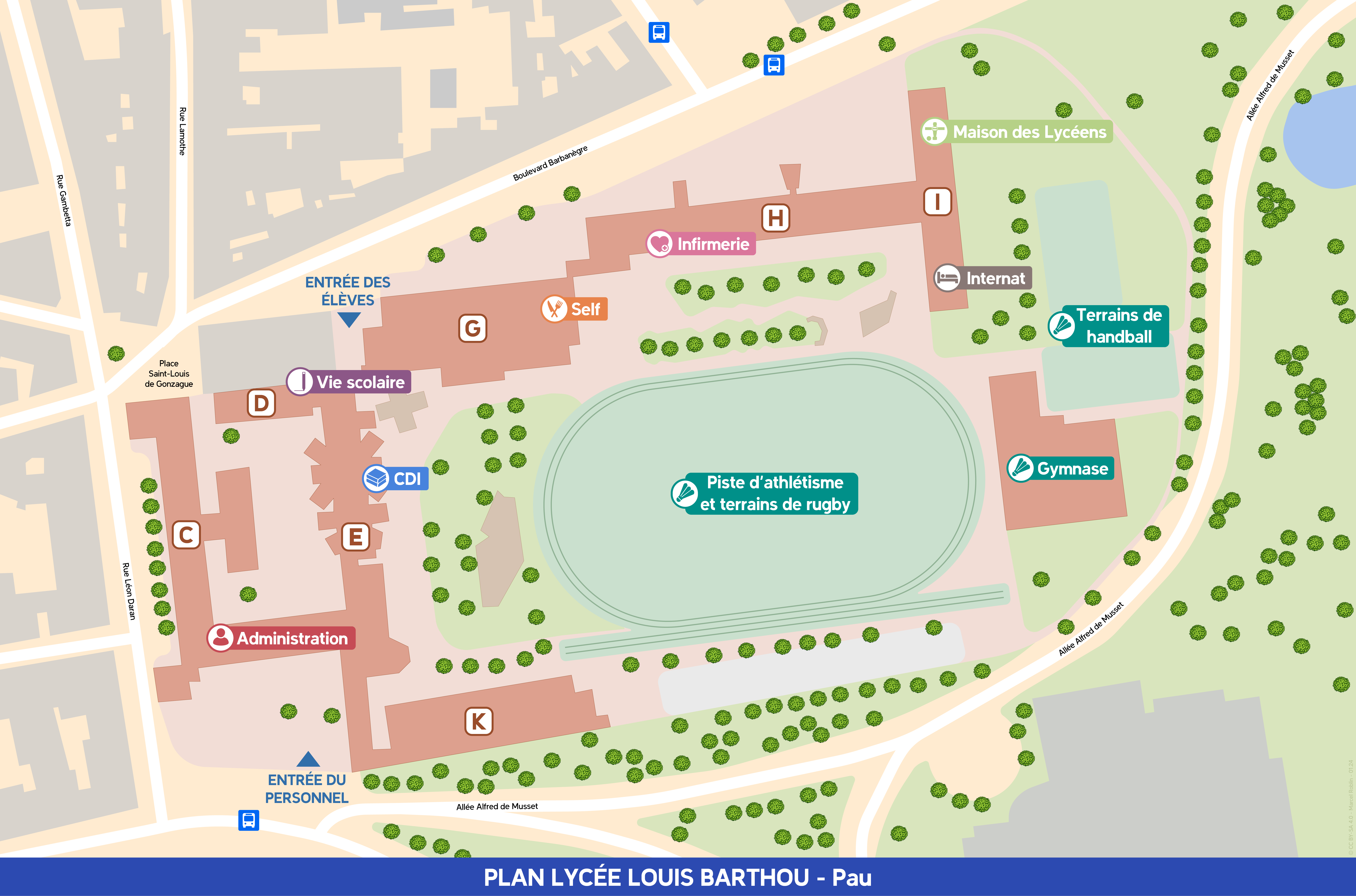
Plan du lycée Louis Barthou

Le lycée Louis-Barthou est un lycée d'enseignement général et technologique.
Il est l'un des deux lycées de l'académie de Bordeaux qui proposent la section binationale franco-allemande ABIBAC. Il compte également des sections européennes ("anglais" et "espagnol").
En seconde générale et technologique, plusieurs enseignements optionnels sont proposés aux élèves : latin, grec, histoire des arts, arts plastiques, musique et russe (en LVC, précédemment LV3), mais aussi depuis la rentrée 2019, management et gestion, ainsi que les sciences de l'ingénieur (SI).
En première et en terminale générale, le lycée Louis-Barthou propose un vaste choix d'enseignements de spécialité (introduits par la réforme du lycée, à partir de la rentrée 2019) :
- Mathématiques
- Physique-Chimie
- Sciences de la Vie et de la Terre (SVT)
- Numérique et Sciences Informatiques (NSI)
- Sciences de l'Ingénieur (SI)
- Sciences Economiques et Sociales (SES)
- Histoire-Géographie, Géopolitique, Sciences Politiques (HGGSP)
- Arts (option "Arts Plastiques" et option "Histoire des Arts")
- Langues, Littératures et Cultures Etrangères (option "Anglais" et option "Espagnol")
- Langues, Littératures et Cultures Anciennes (option "Grec" et option "Latin")
- Humanités, Littérature et Philosophie (HLP)

Les élèves peuvent, par ailleurs, poursuivre en première et terminale générale un enseignement optionnel ainsi que les sections européennes ou la section binationale ABIBAC.
Le lycée Louis-Barthou accueille également la série technologique "Sciences et Technologies du Management et de la Gestion (STMG).
En classe de terminale STMG, les élèves ont le choix entre 3 enseignements spécifiques :
- Gestion et Finance
- Mercatique
- Ressources Humaines et Communication

## L'enseignement supérieur: les Classes Préparatoires aux Grandes Ecoles (CPGE)
Le lycée Louis-Barthou compte 13 classes "prépas" qui accueillent 501 étudiants.
En première année :
- 2 classes de PCSI (Physique, Chimie et Sciences de l'Ingénieur)
- 1 classe de MPSI (Mathématiques, Physique et Sciences de l'Ingénieur)
- 1 classe de BCPST 1 (Biologie, Chimie, Physique et Sciences de la Terre)
- 1 classe d'ECS 1 (Economique et Commerciale, option "Scientifique")
- 1 classe de lettres supérieures A/L (dite "hypokhâgne" - HK)

En deuxième année :
- 2 classes de PC (Physique et Chimie, dont une qui prépare plus particulièrement aux concours les plus sélectifs.)
- 1 classe de MP (Mathématiques et Physique)
- 1 classe de PSI (Physique et Sciences de l'Ingénieur)
- 1 classe de BCPST 2
- 1 classe d'ECS 2
- 1 classe de lettres ENS "Ulm" (dite "première supérieure" ou encore "Khâgne" - KH)

## Classements
En 2018, le lycée Louis Barthou se classe 15e sur 29 au niveau départemental quant à la qualité d'enseignement, et 677e au niveau national. Le classement s'établit sur plusieurs indicateurs : le taux de réussite au bac par séries, le taux de mention, le taux d'accès de la seconde au bac, le taux d'accès de la première au bac ainsi que le pourcentage de bacheliers parmi les sortants de chaque niveau.
| Année | Taux de réussite | Variation sur un an | Taux de mention | Variation sur un an |
| ----- | ---------------- | ------------------- | --------------- | ------------------- |
| 2021  | 98 %             | 0 pt                | 68 %            | - 2 pts             |
| 2020  | 98 %             | + 4,0 pts           | 70 %            | + 12,0 pts          |
| 2019  | 93,98 %          | - 1,1 pt            | 58,0 %          | - 2,0 pts           |
| 2018  | 95,06 %          | - 0,9 pt            | 62,0 %          | + 1,0 pt            |
| 2017  | 95,91 %          | + 0,9 pt            | 61,0 %          | —                   |
| 2016  | 95,05 %          | - 0,1 pt            | —               | —                   |
| 2015  | 95,12 %          | + 0,1 pt            | —               | —                   |
| 2014  | 95,01 %          | + 0,1 pt            | —               | —                   |
| 2013  | 94,91 %          | - 1,1 pt            | —               | —                   |
| 2012  | 96,00 %          | + 1,1 pt            | —               | —                   |
| 2011  | 94,94 %          | + 3,5 pts           | —               | —                   |
| 2010  | 91,48 %          | - 3,5 pts           | —               | —                   |
| 2009  | 94,96 %          | + 3,0 pts           | —               | —                   |
| 2008  | 92,00 %          | —                   | —               | —                   |

## Effectifs
Le lycée Louis Barthou compte à la rentrée 2020 1 946 élèves.
- 1329 élèves sont en second cycle (seconde, première et terminale),
- 501 sont des étudiants de classes préparatoires.

Le lycée compte également 228 personnels toutes professions confondues.

## Anciens élèves célèbres
L’Association amicale des anciens élèves du lycée Louis-Barthou est créée en 1897[réf. nécessaire].
- Isidore Ducasse dit comte de Lautréamont (1846-1870), poète ;
- Louis Barthou (1862-1934), avocat et homme politique ;
- Alexis Leger dit Saint-John Perse (1887-1975), poète, diplomate, Prix Nobel de littérature 1960 ;
- Frederic Cayley Robinson (Peintre britannique)
- Joseph Peyré (1892-1968), écrivain ;
- Hubert Dubedout (1922-1986), homme politique ;
- Pierre Tucoo-Chala (1924-2015), historien ;
- Denis Lalanne (1926-2019), journaliste sportif ;
- Pierre Bourdieu (1930-2002), sociologue ;
- Guy Debord (1931-1994) écrivain ;
- Louis Favoreu (1936-2004), juriste et universitaire ;
- Henri Emmanuelli (1945-2017), homme politique ;
- Robert Paparemborde (1948-2001), international de rugby à XV;
- Roger Lanta (1908-1990), international de rugby à XIII;
- Daniel Balavoine (1952-1986), chanteur ;
- Titouan Lamazou (1955-), navigateur et artiste peintre ;
- Léopold Eyharts (1957-), spationaute ;
- Nathalie Cardone (1967-), artiste ;
- Éric Piolle (1973-), ingénieur et homme politique ;
- Édouard Cissé (1978-), footballeur ;
- Boris Vallaud (1975-), haut fonctionnaire et homme politique ;
- Tony Estanguet (1978-), céiste ;
- Isabelle Ithurburu (1983-), journaliste ;
- Franck Lestage (1968-), athlète olympique, saut en longueur ;
- Jean-Dominique Olharan (1989-), joueur de cesta-punta ;

## Coquelicots de Pau

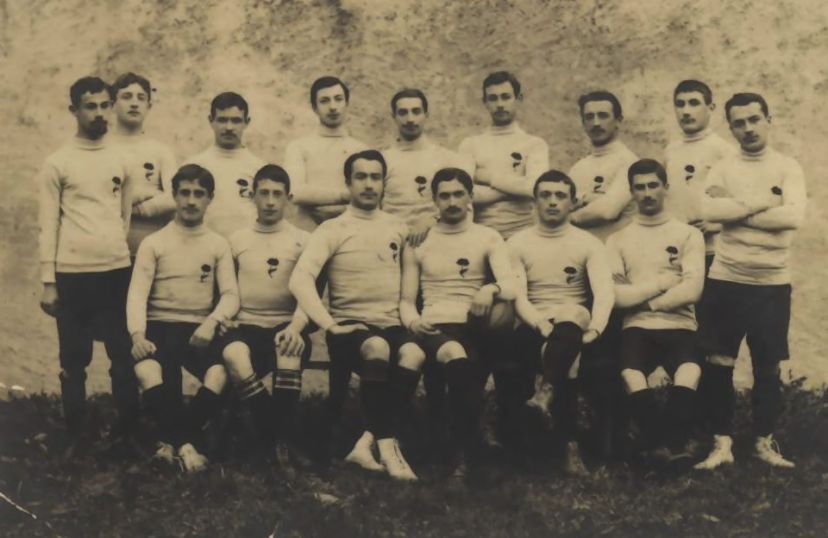
Coquelicots de Pau au début du XXe siècle

Les Coquelicots de Pau sont une association sportive centenaire du Lycée, crée en 1897,.
Les activités sportives au Lycée Louis Barthou ont commencé avec un groupe d amateurs de gymnastique qui se retrouvaient au sein de l'Avenir Palois. Le docteur Philippe Tissié, les jeux dans le cadre scolaire vont connaître un développement exceptionnel, avec la création des lendits. Ces rendez-vous sportifs comprenaient des disciplines qui ont quitté le cadre scolaire : la boxe, la corde de traction, le blaid qui est une forme de pelote On pratique plusieurs sortes de tir: à la carabine, au pistolet d'ordonnance, au fusil de guerre... Il y a aussi les sauts, les marches, les courses. Sur les terrains, les joueurs des Coquelicots livrent des parties passionnées de barette, un ancêtre du rugby moderne. Créateur de la Ligue girondine d'éducation physique, Philippe Tissié créé à Pau une section, appelée la Section paloise. Ainsi les Coquelicots se trouvent-ils à l'origine du rugby en Béarn.
Dès les années 1890, les « Coquelicots de Pau », association sportive du Lycée de Pau, créée afin de disputer les lendits scolaires du Docteur Tissié, disputent des matches amicaux face aux « Montagnards de Bayonne » et à la « Pyrénéenne de Tarbes »,,. Puis des anciens élèves du lycée fondent le Stade palois en 1899, qui sera plus tard absorbé par la Section paloise.
Joseph Peyré, l'écrivain béarnais « cap e tot » a porté le maillot des « Coquelicots de Pau »,.
Dans les années 20, Roger Lanta porte le maillot des Coquelicots.
Robert Paparemborde est sacré champion de France scolaire avec l'équipe des Coquelicots en 1966. L'équipe était constituée autour de jeunes de la Section paloise, les attaquants Pruède et Minvielle, Michel Cassou, le futur maire de Pardies-Piétat, Alain Garuet, le frère de Jean-Pierre, le demi de mêlée montois Dumartin, l'enfant d'Hagetmau; un brillant ouvreur, le Lembejois Lasserre, et les autres, Jouglin, Cavero, Lescher, Lahon, Patie… En effet, en 1965 Georges Boyer, alors préparateur en sciences physiques au lycée, a suivi l'éclosion de jeune colosse « C'était une très, très bonne promotion mais il lui manquait un pilier. Patou a dit : Moi. mais j'ai jamais joué au rugby » Il a donc joué pour les Coquelicots qui, en fin d'année scolaire, sont devenus champions de France avec lui, en battant en finale les Normaliens de Lescar où évoluaient Claude Dourthe et Jean-Paul Basly.

« Pour moi, le lycée Louis Barthou, je lui dois tout. Il fut le point de départ de toute ma carrière, à commencer par le rugby... »

— Robert Paparemborde
En revanche la pratique du football est tardive, puisque les « Coquelicots de Pau » ne constituent une équipe de Football qu'en 1924.